# Queijo de Nisa
A Queijo de Nisa félkemény, juhtejből készített sajt, amelyet Nisa község területén gyártanak, Alto Alentejo kisrégióban, Portugáliában. A sajtot nyers tejből készítik, majd a tejet megalvasztják. Színe sárgásfehér, íze erőteljes, enyhén savanykás, savas utóízzel. 
1996 óta a Queijo de Nisa sajt védett földrajzi eredetű. E sajt szerepel az Európai Közösség védett eredetű élelmiszereinek listáján.
Ezt a sajtot a Wine Spectator magazin beválasztotta „A világ 100 legnagyszerűbb sajtja” közé.

## Fordítás
Ez a szócikk részben vagy egészben  a   Queijo de Nisa című angol Wikipédia-szócikk ezen változatának fordításán alapul.  Az eredeti cikk szerkesztőit annak laptörténete sorolja fel. Ez a jelzés csupán a megfogalmazás eredetét és a szerzői jogokat jelzi, nem szolgál a cikkben szereplő információk forrásmegjelöléseként.